# Ricardo Manuel Arias Espinoza
Ricardo Manuel Arias Espinoza (* 5. April 1912 in Washington, D.C.; † 15. März 1993 in Panama-Stadt) war ein panamaischer Politiker. 1955/56 amtierte er als 29. Staatspräsident.
Arias Espinoza studierte zuerst am Colegio de La Salle in Bogotá, Kolumbien, wechselte dann auf die Akademie Shenandoah Valley in Virginia. Seine Abschlussstudien machte er an der Georgetown University und der Katholischen Universität von Chile. Von 1952 bis 1955 war er 2. Vizepräsident des Landes und ab 1955 bis zu seiner Wahl zur Wahl zum Präsidenten war er Außenminister. Das Amt des Staatspräsidenten übernahm er am 29. März 1955 als Nachfolger des abgesetzten José Ramón Guizado Valdés und führte es für die reguläre Amtszeit des ermordeten Präsidenten José Antonio Remón Cantera bis zum 1. Oktober 1956. Während seiner Amtszeit versuchte er das Land im Sinne von Remón zu führen, um es aus der Depression zu bringen. Sein Nachfolger wurde Ernesto de la Guardia Navarro. Arias wurde anschließend Botschafter seines Landes bei den Vereinten Nationen.
| Personendaten    | Personendaten                  |
| ---------------- | ------------------------------ |
| NAME             | Arias Espinoza, Ricardo Manuel |
| KURZBESCHREIBUNG | 29. Staatspräsident von Panama |
| GEBURTSDATUM     | 5. April 1912                  |
| GEBURTSORT       | Washington, D.C.               |
| STERBEDATUM      | 15. März 1993                  |
| STERBEORT        | Panama City                    |